# Exopholis philippinica
Exopholis philippinica är en skalbaggsart som beskrevs av Brenske 1896. Exopholis philippinica ingår i släktet Exopholis och familjen Melolonthidae. Inga underarter finns listade i Catalogue of Life.